# Анвік (Аляска)
Анвік (англ. Anvik, дег-хіта:Gitr' ingithchagg ) — місто (англ. city) у штаті Аляска (США), на річці Анвік, неподалік від її впадання в річку Юкон.  Населення — 70 осіб (2020).

## Історія
Спочатку місто розташовувався на іншому березі річки Юкон, проте поступово перемістилося на сучасне місце розташування. 1887 року в Анвіку були засновані єпископальна місія, церква та школа при ній. Десятьма роками пізніше було побудовано поштове відділення. В 1918 і 1927 році сталися епідемії грипу, які привели до того, що з'явилося багато сиріт. Сиріт зі значної території Внутрішньої Аляски віддавали на піклування місії Анвік. 

## Географія
Місто розташоване неподалік від місця впадання річки Анвік в річку Юкон, за 55 км на північ від міста Холі-Кросс, у зоні перепису населення Юкон-Коюкук.
Анвік розташований за координатами 62°37′52″ пн. ш. 160°12′49″ зх. д. / 62.63111° пн. ш. 160.21361° зх. д. (62.631016, -160.213686).  За даними Бюро перепису населення США в 2010 році місто мало площу 30,96 км², з яких 25,07 км² — суходіл та 5,89 км² — водойми.

## Демографія
Згідно з переписом 2010 року, у місті мешкало 85 осіб у 33 домогосподарствах у складі 18 родин. Густота населення становила 3 особи/км².  Було 46 помешкань (1/км²). 
Расовий склад населення:
| - 92,9 % — корінних американців - 3,5 % — білих |

До двох чи більше рас належало 3,5 %.
За віковим діапазоном населення розподілялося таким чином: 35,3 % — особи молодші 18 років, 58,8 % — особи у віці 18—64 років, 5,9 % — особи у віці 65 років та старші. Медіана віку мешканця становила 29,8 року. На 100 осіб жіночої статі у місті припадало 117,9 чоловіків;  на 100 жінок у віці від 18 років та старших — 103,7 чоловіків також старших 18 років.
Медіана доходів становила 50 000 доларів для чоловіків та 26 250 доларів для жінок. За межею бідності перебувало 16,3 % осіб, у тому числі 10,3 % дітей у віці до 18 років та 33,3 % осіб у віці 65 років та старших.
Цивільне працевлаштоване населення становило 40 осіб. Основні галузі зайнятості: публічна адміністрація — 32,5 %, освіта, охорона здоров'я та соціальна допомога — 30,0 %, транспорт — 20,0 %, роздрібна торгівля — 12,5 %.

### Перепис 2000
За даними перепису 2000 року населення міста становило 104 особи. Расовий склад: корінні американці  — 94 особи; білі  — 9 осіб; інші раси  — 1 особа. 57 осіб  — чоловіки і 47 осіб  — жінки. 
З 39 домашніх господарств в 41,0 %  — виховували дітей віком до 18 років, 30,8 % представляли собою подружні пари, які спільно проживають, в 25,6 % сімей жінки проживали без чоловіків, 40,1 % не мали родини. 33,3 % від загального числа сімей на момент перепису жили самостійно, при цьому 7,7 % склали самотні літні люди у віці 65 років та старше. В середньому домашнє господарство ведуть 2,67 осіби, а середній розмір родини  — 3,43 особи. 
Середній дохід на спільне господарство  — $21 250; середній дохід на сім'ю  — $18 125. Середній дохід на душу населення  — $8081. Близько 40,0 % сімей та 44,2 % мешканців жили за межею бідності. 

## Транспорт
У місті розташований аеропорт Анвік. 